# Чешир Вилиџ (Конектикат)
Чешир Вилиџ (енгл. Cheshire Village) насељено је место без административног статуса у америчкој савезној држави Конектикат.

## Демографија
По попису из 2010. године број становника је 5.786, што је 3 (-0,1%) становника мање него 2000. године.
| Група             | 2000.         | 2010.         |
| Белци             | 5.453 (94,2%) | 5.136 (88,8%) |
| Афроамериканци    | 44 (0,8%)     | 66 (1,1%)     |
| Азијати           | 171 (3,0%)    | 306 (5,3%)    |
| Хиспаноамериканци | 74 (1,3%)     | 192 (3,3%)    |
| Укупно            | 5.789         | 5.786         |